# Taddeo Gaddi

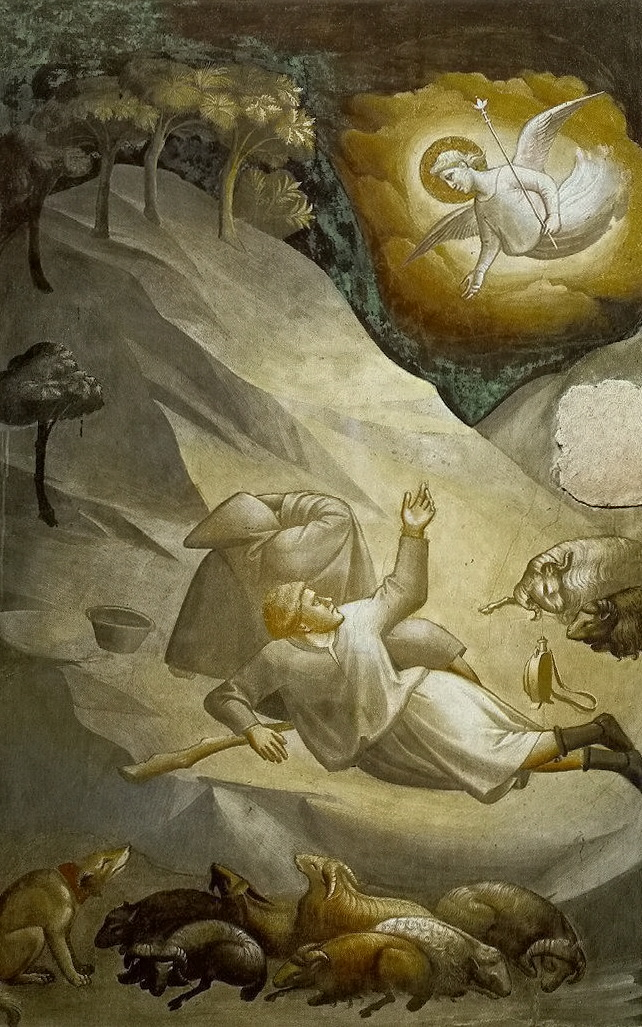
Zwiastowanie Joachimowi, fresk z kaplicy Baroncellich, Florencja

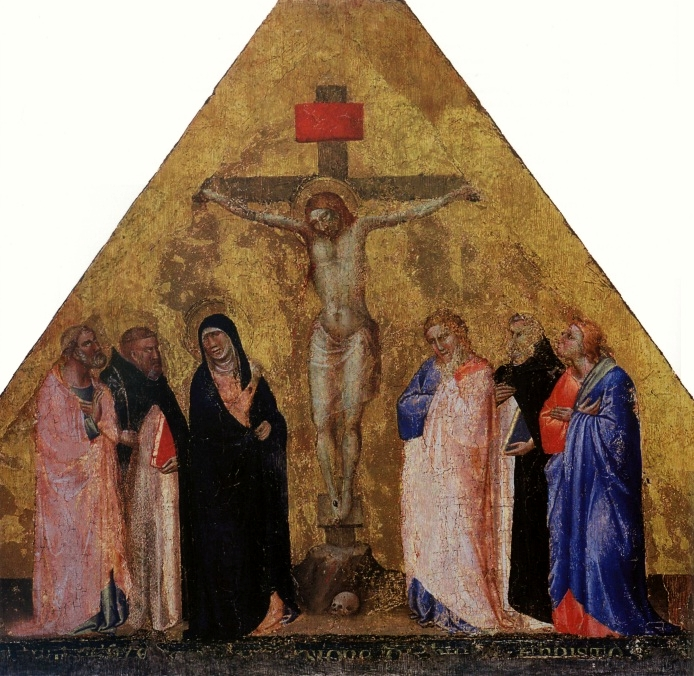
Gaddi Crucifixion, Muzeum Narodowe w Warszawie

Taddeo Gaddi (ur. ok. 1300, zm. 1366) – włoski malarz okresu protorenesansu, autor malowideł ściennych we Florencji, Poppi, Pistoi i Pizie oraz obrazów sztalugowych.
Był synem artysty Gaddo Gaddiego, a ojcem czterech synów, z których trzech, Giovanni Gaddi, Agnolo Gaddi i Niccolò Gaddi, także było artystami. Taddeo był uczniem Giotta i jego współpracownikiem przez 24 lata. Oprócz kontynuowania jego stylu prowadził także własne poszukiwania malarskie, obejmujące rozwiązania architektoniczno-przestrzenne i światłocieniowe. Pierwsze dzieła tworzył zatem w ramach warsztatu Giotta; początek samodzielnej twórczości przypada na koniec lat 20. XIV wieku. Otwiera ją Tronująca Madonna z Dzieciątkiem z kościoła San Francesco w Castelfiorentino, powtarzająca Maestę Giotta.
Najważniejszym dziełem Gaddiego jest dekoracja kaplicy Baroncellich w kościele Santa Croce we Florencji z końca lat 30. W malowidłach tych wyraźne echa giottowskich rozwiązań w kaplicach Scrovegnich, Peruzzich i Bardich sąsiadują z odrębnościami malowideł Gaddiego: skośnymi i asymetrycznymi kompozycjami oraz efektami świetlnymi. Te ostatnie widoczne są zwłaszcza w scenie zwiastowania pasterzom.
Taddeo Gaddi namalował również w latach 40. 26 obrazów, m.in. w kształcie czworoliścia, pierwotnie zdobiących szafę w zakrystii Santa Croce, a obecnie rozdzielonych między 3 muzea. Z roku 1355 pochodzi Maria z Dzieciątkiem wśród aniołów (obecnie w Uffizi). Z późnego okresu twórczości pochodzą freski w refektarzu i zakrystii w Santa Croce oraz ostatnie znane dzieło – Ukrzyżowanie w kościele Ognissanti we Florencji.